# Dubbo
Dubbo (30 574 habitantes) é uma cidade situada no centro do Estado da Nova Gales do Sul, na Austrália. Situada na bacia do rio Macquarie, a 275 m de altitude, e a 416 km a oeste de Sydney, é um importante nó ferroviário e rodoviário. 